# Baul

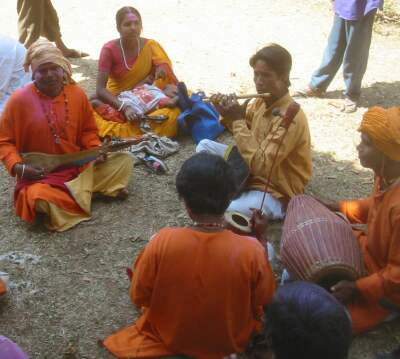
Bauls in Shantiniketan während des Farbenfestes Holi, das dort Basant Utsab (Vasant Utsav) genannt wird. Die Musiker spielen die Zupflaute dotara, die Zupftrommel ektara, die Querflöte banshi und die Trommel dhol.

Baul (bengalisch: বাউল, Bāul) sind (meist umherwandernde) Musiker in Bengalen. Sie bilden eine eigene soziale, religiöse und meist familiär abgeschlossene Gruppe. Sie sind seit Jahrhunderten fest in der ländlichen Kultur Bengalens, der zwischen Indien und Bangladesch geteilten Region etabliert.
Es wird angenommen, dass sie stark beeinflusst sind von der hinduistisch-tantrischen Sekte der Kartabhajas. Dennoch gibt es eine Vielzahl von Elementen, die sowohl in der muslimisch-sufischen Tradition der Shuphi-Songs stehen als auch in denen der hinduistischen Bhakti-Bewegungen. Ein Grundsatz der Baul-Philosophie besagt, dass das Göttliche nicht im Jenseits zu finden ist, sondern in jedem Menschen selbst.
Wenngleich der Höhepunkt der Baul-Bewegung um die Jahrhundertwende vom 19. zum 20. Jahrhundert und die ersten Jahrzehnte des 20. Jahrhunderts gelegen haben mag, finden sich immer noch umherziehende Musiker in den Zügen Bengalens oder zu Fuß auf dem Land. Ein Zentrum ist um den Ort Shantiniketan herum.
Das Wort baul kommt von Sanskrit vatul und lässt sich etwa mit „verrückt“ oder „entrückt“ übersetzen. Es bezieht sich auf die ekstatischen Musik- und Tanzaufführungen der Bauls, die eine religiöse Praxis außerhalb der institutionalisierten Religion darstellen.
Musikinstrumente der Bauls sind die Zupftrommel ektara, die zwei- bis viersaitige (doppelchörige) Zupflaute dotara ohne Bünde, die mit einem Holzplektrum gespielt wird, die Bambusquerflöte banshi, die kleine Kesseltrommel duggi oder die größere Doppelfelltrommel dhol, die Zimbel manjira, Bambus- oder Holzklappern kartal und bei Tänzern die an den Knöcheln befestigten Metallschellen ghungru. Der Musikstil der Bauls ist mit den bhatiali verwandt, den Liedern der Bootsleute auf den Flüssen in Westbengalen und Bangladesch. 
2005 wurde Die Lieder der Baul von der UNESCO in die Repräsentative Liste des immateriellen Kulturerbes der Menschheit aufgenommen.